# ويد وارد
ويد وارد (بالإنجليزية: Wade Ward)‏ هو عازف بانجو أمريكي، ولد في 15 أكتوبر 1892 في ايندبندنس في الولايات المتحدة، وتوفي بنفس المكان في 29 مايو 1971.

## وصلات خارجية
- ويد وارد على موقع ميوزك برينز (الإنجليزية)
- ويد وارد على موقع ديسكوغز (الإنجليزية)